# Czyż czerwony
Czyż czerwony (Spinus cucullatus) – gatunek małego ptaka z rodziny łuszczakowatych (Fringillidae). Zamieszkuje północną część Ameryki Południowej; introdukowany na Portoryko. Jest zagrożony wyginięciem.

## Systematyka
Gatunek ten jako pierwszy opisał William Swainson w 1820 roku, nadając mu nazwę Carduelis cucullata. Obecnie umieszczany jest w rodzaju Spinus. Nie wyróżnia się podgatunków.

## Morfologia
Niewielki ptak o rozmiarze ciała 10–11 cm, niepowtarzalnym upierzeniu i silnym dziobie. Samce są czarno-czerwone. Głowa do szyi, policzki i gardło są kruczoczarne, podobnie jak ogon i końcówki skrzydeł. Pozostała część ciała jest jaskrawoczerwona, miejscami przechodząc w kolor pomarańczowy z czarnymi i szarymi wtrętami. Biaława dolna część brzucha i spód ogona. Samice mają szarą i ciemnoszarą głowę, szyję, grzbiet i brzuch. Pierś jest także szara z dwoma czerwonopomarańczowymi plamami. Wzór na skrzydłach przypomina upierzenie samca. Mode osobniki w ubarwieniu przypominają samicę jednak z mniej wyrazistymi barwami. Czyż czerwony żyje do 8–9 lat. Samiec pozostaje płodny do 8 lat, a samica do 5.

## Zasięg występowania
Czyż czerwony występuje obecnie tylko na około 10 stanowiskach w północno-wschodniej Kolumbii, północnej i zachodniej Wenezueli, południowej Gujanie oraz na Portoryko. Na Portoryko został introdukowany w latach 20. lub 30. XX wieku. Dawniej bardzo nielicznie występował także na Trynidadzie (ostatnie stwierdzenie w 1960 roku), choć pochodzenie tamtejszej populacji nie jest pewne, mógł tam również zostać introdukowany. Występuje na wysokościach 180–1300 m n.p.m. (inne źródło podaje 300–1200 m n.p.m., a sporadycznie niżej – do 100 m n.p.m.). Jest ptakiem częściowo wędrownym lub koczującym.

## Ekologia
Terenem życia czyża czerwonego są zarośla i tereny półotwarte (pampy i łąki). Żywi się ziarnami różnych traw, krzewów i drzew, a także kwiatostanami i owocami m.in. kaktusa i figowca oraz jagodami. W Wenezueli stwierdzono, że są to m.in. owoce kostliwki czy Urera baccifera, w Gujanie ziarna i kwiaty drzewa Curatella americana. Stwierdzono także odżywianie się nektarem i niewielkimi owadami. Żyje pojedynczo lub w parach, a po sezonie lęgowym grupuje się w większe stada.
Gniazda w kształcie głębokiej filiżanki zbudowane są z włókien kory oraz traw i wyścielone podobnymi do bawełny delikatnymi włóknami. Gniazda są budowane na drzewach na wysokościach dochodzących nawet do 25 m w kępach roślin z rodzaju oplątwa (Wenezuela) lub w bardzo gęstych kępach liści drzewa Curatella americana na wysokości 5–7 m (Gujana). Samica składa zazwyczaj 3–5 jaj w okresie od maja do początku lipca lub w listopadzie–grudniu. Jaja są wysiadywane tylko przez samicę, okres inkubacji to 11–13 dni. Pisklęta są zdolne do lotu po 14–16 dniach od wyklucia.

## Status i ochrona
W Czerwonej księdze gatunków zagrożonych IUCN czyż czerwony od 1994 roku jest klasyfikowany jako gatunek zagrożony (EN, Endangered). Liczebność populacji szacowana jest jedynie na 1500–7000 dorosłych osobników, choć jeszcze na początku XX wieku był to ptak pospolity. W Gujanie występuje nie więcej niż tysiąc osobników; w Wenezueli 250–1000 osobników, choć optymistyczne szacunki dochodzą do 4000 osobników; w Kolumbii skrajnie nieliczny – stwierdzenie z lutego 2000 roku było pierwszym od 1986 roku. Brak jest nowych danych o liczebności czyża czerwonego. Szacuje się, że populacja systematycznie maleje z powodu zawężania się jego naturalnego siedliska oraz wyłapywania ptaków w celach ich sprzedaży hodowcom.
Organizacja BirdLife International wymienia 10 ostoi ptaków IBA, w których ten gatunek występuje, jedną w Gujanie – South Central Rupununi i 9 w Wenezueli (Park Narodowy Dinira, Park Narodowy Henri Pittier, Park Narodowy Mochima, Park Narodowy Waraira Repano, Park Narodowy Guatopo, Park Narodowy San Esteban, Park Narodowy Juan Crisóstomo Falcón, Park Narodowy Terepaima, Park Narodowy Yacambú).